# Ясмін Акрам
Ясмін Акрам (англ. Yasmine Akram; нар. 11 березня 1982, Шарджа, ОАЕ) — ірландсько-пакистанська акторка. Авторка комедійних скетчів для BBC і Channel 4. Відома зайдяки своїм ролям Джанін Гокінс і Джанін Донлеві у серіалі «Шерлок».

## Біографія
Ясмін Акрам народилася 11 березня 1982 року в Шарджі, ОАЕ. Разом із сім'єю переїхала до Дроеди, Ірландія, у віці 18 місяців. Батько Ясмін родом із Пакистану, мати з Дроеди. Має сестру, на ім'я Масума.

## Кар'єра
У 14 років розпочала співпрацю з Calipo Theatre та Picture Company.
Закінчила Королівську академію драматичного мистецтва, де вивчала акторське мистецтво.
Після закінчення академії писала скетчі для BBC та Channel 4, а також вела радіо BBC.
Написала та поставила п'єсу «10 побачень з шаленої Мері» (англ. 10 Dates with Mad Mary) – монолог про боротьбу молодої жінки після виходу з в'язниці. Згодом ця п'єса була адаптована як фільм і вийшла у 2016 році під назвою «Побачення з божевільною Мері» (англ. A Date for Mad Mary).
У 2014 році зіграла персонажку Джанін Гокінс у двох епізодах третього сезону серіалу «Шерлок». Пізніше знялася у спеціальному випуску «Потворна наречена», який вийшов у 2016 році. У ньому вона виконала роль Джанін Донлеві.

## Фільмографія

### Фільми
| Рік  | Назва          | Роль      | Примітки |
| ---- | -------------- | --------- | -------- |
| 2016 | Лондон         | Медсестра |          |
| 2018 | Металеве серце | Анна      |          |

### Телебачення
| Рік  | Назва               | Роль         | Примітки                  |
| ---- | ------------------- | ------------ | ------------------------- |
| 2002 | Страх перед сном    | Ріта Куімблі | Епізод «Зразкова дружина» |
| 2004 | Любов – це наркотик | Aisling      | Перший епізод             |
| 2010 | Піп Шоу             | Яна          | Епізод «St. Hospitals»    |
| 2010 | L. O. L             | Різні        | Перший епізод             |